# Надаровка
Нада́ровка (каз. Надаровка) — село у складі Успенського району Павлодарської області Казахстану. Входить до складу Конирозецького сільського округу.
Населення — 87 осіб (2021; 176 у 2009, 671 у 1999, 1102 у 1989).
Національний склад станом на 1989 рік:
- німці — 75 %